# Klagenfurts flygplats
Klagenfurts flygplats (IATA: KLU, ICAO: LOWK/LOXK) är en internationell flygplats i förbundslandet Kärnten och är den sjätte största i Österrike. Flygplatsen ligger i stadsdelen Annabichi ca 3 km från Klagenfurts centrum och kan nås med buss, tåg och bil.

## Historik
År 1905, var Georg greve av Khevenhüller från Hochosterwitz slott och 1907 Dipl.-Ing. Joseph Sablatnig, ägare till Fokker-Sablatnig, Deutsche Flugzeuge, Deutsche Motoren, Flugzeug Gesellschaft mbH, Berlin, de första männen i luften över Kärnten och Klagenfurt.
Under första och andra världskriget drevs flygplatsen i Klagenfurt som ett militärt flygfält, och Klagenfurts flygplats grundades 1914 som en militär flygplats. Den civila invigningen av Klagenfurts flygplats den 17 maj 1925 var en händelse för staden Klagenfurt såväl som för Kärnten. 
Från 1926 till 1938 opererade sju flygbolag från Klagenfurts flygplats. Länder som Tyskland, Italien, Jugoslavien och naturligtvis inrikesflyg till alla större städer i Österrike var kopplade till Klagenfurt.
Våren 2014 meddelade flygplatsens hemmaflygbolag, Austrian Airlines, att deras biljett- och servicediskar på Klagenfurts flygplats stängdes på grund av minskad efterfrågan. Tjänsterna skulle istället tillhandahållas direkt vid incheckningsdiskarna. I april 2015 meddelade Austrian Airlines också att en stängning av deras inrikesrutt till Wien övervägdes inom de närmaste åren på grund av ekonomiska skäl. Samma år tillkännagav delstatsregeringen planer på att delvis sälja sina andelar i flygplatsen till privata investerare.
Eftersom flygplatsen drabbats av en kraftig minskning av passagerarantalet de senaste åren, föreslog ledningen att etablera stora logistik- och fraktoperatörer här, vilket kunde stödjas av frakttransporter som hanteras i de relativt nära belägna hamnarna i Adriatiska havet. Flygplatsen hade redan väg- och järnvägsförbindelser. Men Austrian Airlines uppgav senare att flygplatsen inte skulle fungera för fraktverksamhet på grund av bullerklagomål och nattligt landningsförbud.
I oktober 2015 meddelade det österrikiska flygvapnet att de skulle avsluta all verksamhet och stänga sin helikopterbas på Klagenfurts flygplats i slutet av 2015.
I augusti 2020 tillkännagav Ryanair planer på att lämna flygplatsen och avsluta sin rutt till Palma de Mallorcas flygplats, som hade drivits som wet lease av Lauda.Ryanair återvände dock med fyra destinationer 2023.
År 2022 tillkännagav flygplatsens dåvarande majoritetsägare, Lilihill Group, skapandet av ett nytt regionalt flygbolag baserat i Klagenfurt, Liliair. Med en föreslagen lansering i april 2023 var det meningen att flygbolaget skulle utöka flygplatsens förbindelse med större europeiska destinationer. De annonserade flygningarna var dock inte öppna för bokning för något datum på eller före lanseringsdagen och inget operativt flygbolag hade bekräftats. Tidigare fanns det pågående kontroverser mellan Lilihill och delstaten Kärnten, som föreslog att man skulle köpa tillbaka flygplatsen, vilket lämnade Liliair-projektet i tvivel. I april 2023 meddelade Lilihill Group att en Liliairs hemmabas i Klagenfurt har blivit osannolik på grund av den pågående tvisten. I maj 2023 tillkännagav staden Klagenfurt och delstaten Kärnten att de skulle genomföra en återköpsoption och återförvärvade majoritetsägandet av flygplatsen efter långvarig debatt.

## Flygbolag och destinationer

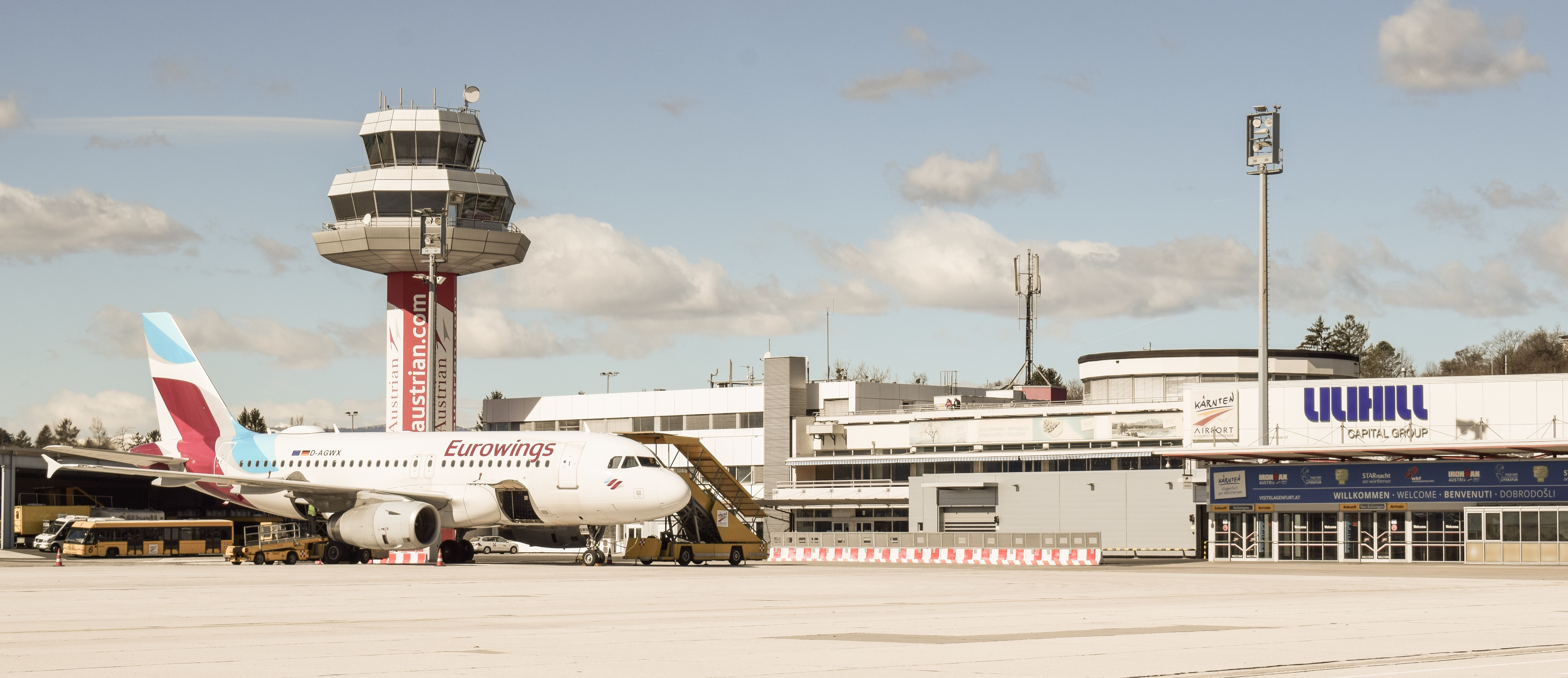
Terminalbyggnaden

Följande flygbolag erbjuder året runt och säsongsbetonade reguljär- och charterflyg på Klagenfurts flygplats:
| Flygbolag         | Destinationer                                       |
| ----------------- | --------------------------------------------------- |
| Avanti Air        | Säsong charter: Paros, Skiathos                     |
| Austrian Airlines | Vienna Säsong : Hamburg (begins 20 January 2024)    |
| Ryanair           | London–Stansted Säsong: Alicante, Palma de Mallorca |

Den närmaste större internationella flygplatsen är Ljubljana Jože Pučnik Airport i Slovenien, ungefär 70 km söderut.